# Andreas Bjørn
Andreas Bjørn, né le 28 octobre 1703 et mort le 27 janvier 1750, est un marchand, constructeur de navires et armateur danois.

## Biographie

### Jeunesse
Andreas Bjørn naît à Skælskør de Mads Andersen Bjørn et de Karen Pedersdatter. Il s'installe comme marchand à Copenhague en 1730 où il connaît rapidement le succès dans le commerce du bois. À partir de 1731, il fournit à la marine royale danoise des provisions, des canons et de grandes quantités de bois et à partir de 1739, il fournit également des canons à l'armée royale danoise.

### Construction navale
En 1735, Andreas Bjørn obtient du roi Christian VI l'autorisation de récupérer une zone au nord de Christianshavn où il fonde un chantier naval. Ce chantier devient le plus grand chantier naval du Danemark de son époque, lançant 50 navires jusqu'à la mort de Andreas Bjørn en 1750, dont le navire de 44 canons Copenhagen Castle ( Kjøbenhavns Slot ).

### Commerce d'outre-mer
Andreas Bjørn participe largement au commerce outre-mer, notamment avec les Antilles danoises . En 1747, avec Ulrik Frederik Suhm (1686-1758) et Frederik Holmsted (1683-1758), il fonde Det almindelige Handelskompagni (anglais : The General Trading Company) qui commercet principalement avec l' Islande, le Finnmark et plus tard le Groenland . L'entreprise reprend une partie de son site à Christianshavn. Andreas Bjørn est également partenaire de Compagnie danoise des Indes occidentales et de Guinée et de la Compagnie danoise d'Islande,,.

### Autres activités
En 1747, la Société royale de tir de Copenhague déplace ses activités dans un coin de Bjørnsholm. Lorsque Frederick V devient membre de la société la même année, Andreas Bjørn organise une grande fête à ses frais. Le roi, en retour, le nomme agent royal. En 1748, Andreas Bjørn est nommé l'un des quatre directeurs du nouveau Théâtre royal danois. Au moment de sa mort, deux navires sont prêts à son chantier naval et doivent effectuer des explorations à ses propres frais le long des côtes du Groenland.

## Héritage
Le site d'Andreas Bjørn à Christianshavn est maintenant connu sous les noms de Wilders Plads, Krøyers Plads et Grønlandske Handels Plads, d'après les propriétaires ultérieurs. L'ancien bâtiment principal et un atelier à colombages de son chantier naval se trouvent toujours à Wilders Plads. La maison d'Andreas Bjørn à Strandgade est son ancienne résidence. Andreas Bjørns Gade, également à Christianshavn, porte son nom.